# Charmé
Charmé ist ein Ort und eine Gemeinde mit 340 Einwohnern (Stand 1. Januar 2022) im westfranzösischen Département Charente in der Region Nouvelle-Aquitaine. Zur Gemeinde gehören auch mehrere Weiler (hameaux) und Einzelgehöfte.

## Lage
Der Ort Charmé liegt in einer Höhe von etwa 80 m ü. d. M. im Norden des Départements Charente in der alten Kulturlandschaft des Angoumois, einem Teil der Landschaft der Charente. Der Ort liegt etwa 47 km (Fahrtstrecke) nördlich der Stadt Angoulême; bis zur Kleinstadt Ruffec sind es nur etwa elf Kilometer in nordöstlicher Richtung. Der Fluss Bief durchquert das Gemeindegebiet.

## Bevölkerungsentwicklung
| Jahr      | 1800 | 1851 | 1901 | 1954 | 1999 | 2013 |
| Einwohner | 834  | 1009 | 632  | 501  | 407  | 360  |

Der kontinuierliche Rückgang der Bevölkerungszahlen seit dem ausgehenden 19. Jahrhundert ist im Wesentlichen auf den Verlust an Arbeitsplätzen infolge der Reblauskrise im Weinbau und der zunehmenden Mechanisierung der Landwirtschaft zurückzuführen.

## Wirtschaft
Der Ort und seine Umgebung waren jahrhundertelang land- und forstwirtschaftlich geprägt; die meisten Menschen lebten als Selbstversorger. Im ausgehenden Mittelalter und in der frühen Neuzeit wurde der Weinbau vorangetrieben, der jedoch – nach der Reblauskrise im ausgehenden 19. und beginnenden 20. Jahrhundert – nahezu eingestellt wurde. Seit den 1960er Jahren spielt der Tourismus in Form der Vermietung von Ferienwohnungen (gîtes) eine nicht unbedeutende Rolle im Wirtschaftsleben der Gemeinde.

## Geschichte
Die Gegend war schon in der Jungsteinzeit besiedelt, bei dem Weiler Le Peu wurde 2011 durch Luftaufnahmen ein neolithischer Lagerplatz entdeckt und ausgegraben.
Beim Weiler Bellicou wurden die Grundmauern eines gallorömischen Landguts (villa rustica) entdeckt.
Im Mittelalter gehörte der Ort zum Kirchenbezirk von Ruffec. Im 16. Jahrhundert schloss sich die örtliche Grundherrenfamilie La Rochefoucauld dem Protestantismus an; die örtliche Kirche wurde in der Zeit der Hugenottenkriege (1562–1598) zerstört und danach wiederaufgebaut. Unter dem Ancien Régime befand sich im Ort eine Poststation.

## Sehenswürdigkeiten

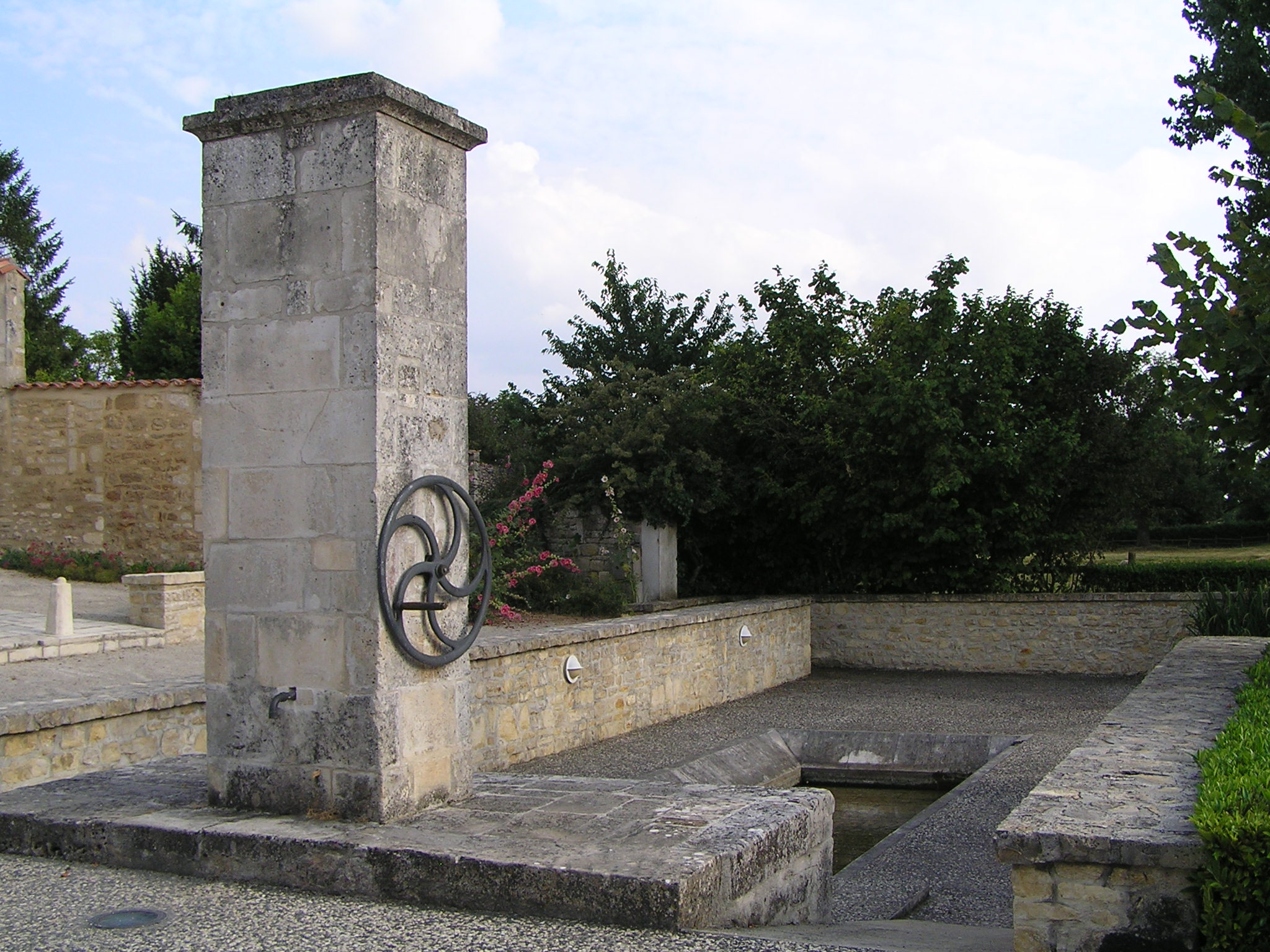
Waschhaus (lavoir)

- Die Pfarrkirche Saint-Pierre entstand im 12. Jahrhundert; sie wurde jedoch in den Wirren der Hugenottenkriege zerstört und anschließend wiederaufgebaut. Erst im 19. Jahrhundert erhielt das Kirchenschiff sein heutiges Gewölbe. Der Kirchenbau steht seit 1986 auf der Inventarliste der Monuments historiques.[4]
- Der aus dem 19. Jahrhundert stammende nicht überdachte öffentliche Waschplatz (lavoir) befindet sich am Ortsrand.

außerhalb
- Das Château de Moussac stammt aus dem 16. Jahrhundert; es wurde jedoch im 17. Jahrhundert vergrößert. Es ist ebenfalls in die Inventarliste der Monuments historiques eingetragen.[5]
- Etwa zwei Kilometer südwestlich des Ortes (45° 56′ 49″ N, 0° 5′ 35″ O) befindet sich der jungsteinzeitliche Dolmen de la Pierre Blanche. Er wurde bereits im Jahr 1930 als Monument historique anerkannt.[6]

## Gemeindepartnerschaften
- Es besteht eine Partnerschaft mit der deutschen Ortsgemeinde Baustert in der Eifel.